# Port Sudan
Port Sudan of Port Soedan (Arabisch: بورتسودان; Būr Sūdān) is een stad in Soedan met een half miljoen inwoners en daarmee de vijfde stad van het land. Het is de hoofdstad van de staat Rode Zee (Al-Bahr-al-Ahmar).
Port Sudan ligt aan de Rode Zee en is de belangrijkste havenstad van Soedan. De stad werd begin 20e eeuw gesticht door de Britten als eindpunt van een spoorweg die de Rode Zee met de Nijl verbond. De moderne haven van Port Sudan verving de veel oudere haven van Sawakin.
Volgens de volkstelling van 1983 had de stad een inwonertal van 305.285. Het aantal inwoners in 2008 wordt geschat op 499.279.
In Port Sudan is een olieraffinaderij om de voor de kust gewonnen aardolie te verwerken. Er loopt ook een oliepijplijn van de Soedanese hoofdstad Khartoem naar Port Sudan.
Vanuit de luchthaven van Port Sudan onderhoudt Sudan Airways lijndiensten met Caïro, Jeddah en Khartoem. Ook de luchtvaartmaatschappijen Nova Air, Mid Air en Air West vliegen tussen Port Sudan en Khartoem.
Sinds het begin van het rijzende conflict in Soedan in 2023, is Port Sudan enkele keren zwaar onder vuur genomen door bombardementen van de Rapid Support Forces (RSF). Port Sudan fungeerde als feitelijke hoofdstad van het land nadat de RSF de hoofdstad Khartoem innam.